# عنصل نوميدي
العنصل النوميدي (باللاتينية: Drimia numidica) نوع نباتي ينتمي إلى جنس العنصل من الفصيلة الهليونية. كان يعرف سابقًا باسم (باللاتينية: Urginea numidica).

## الموئل والانتشار
موطنه وادي النيل والمغرب العربي وإسبانيا وإيطاليا والبلقان.

## مرادفات
- (باللاتينية: Squilla numidica Jord. & Fourr.)
- (باللاتينية: Charybdis numidica (Jord. & Fourr.) Speta)
- (باللاتينية: Urginea numidica (Jord. & Fourr.) Grey)
- (باللاتينية: Urginea maritima var. numidica (Jord. & Fourr.) Maire & Weiller)